# آرکادی دوخویان
آرکادی آقاسو دوخویان (ارمنی: Արկադի Ագասիյի Դոխոյան؛ زادهٔ ۱۲ اوت ۱۹۷۷ در ایروان) بازیکن فوتبال بازنشسته در پست مدافع اهل ارمنستان است. برادر وی کارن دوخویان نیز بازیکن حرفه ای فوتبال بود. وی به دلیل آسیب‌دیدگی جدی خیلی زود بازنشسته شد.

## باشگاهی
از باشگاه‌هایی که در آن بازی کرده‌است می‌توان به آراکس آرارات، بانانتس و میکا اشاره کرد.

## تیم ملی
وی همچنین در تیم ملی فوتبال ارمنستان بازی کرده‌است. دوخویان نخستین بازی ملی خود را در تورنمنت آلبنا موبیتل در تاریخ ۱۲ فوریه ۲۰۰۱ در مقابل ازبکستان انجام داد.

## آمار تیم ملی
| تیم ملی فوتبال ارمنستان | تیم ملی فوتبال ارمنستان | تیم ملی فوتبال ارمنستان |
| سال                     | حضورها                  | گل‌ها                    |
| ----------------------- | ----------------------- | ----------------------- |
| ۲۰۰۱                    | ۵                       | ۰                       |
| Total                   | ۵                       | ۰                       |